# Thysanocephalum crispum
Thysanocephalum crispum is een lintworm (Platyhelminthes; Cestoda). De worm is tweeslachtig. De soort leeft als parasiet in andere dieren.
Het geslacht Thysanocephalum, waarin de lintworm wordt geplaatst, wordt tot de familie Phyllobothriidae gerekend. De wetenschappelijke naam van de soort werd voor het eerst geldig gepubliceerd in 1889 door Linton.